# La Massana
La Massana – jedna z 7 parafii w Andorze położona na północ od stolicy, w dolinie rzeki Riu d’Arinsal. Graniczy z parafiami: Andorra la Vella, Encamp, Ordino oraz z Hiszpanią i Francją. Znajduje się tutaj najwyżej położony punkt w Andorze – Pic Alt de la Coma Pedrosa o wysokości 2946 m n.p.m.

## Demografia
Liczba ludności w poszczególnych latach:

## Współpraca
Miejscowość partnerska:
- Saanen, Szwajcaria